# Distrikt Chicama

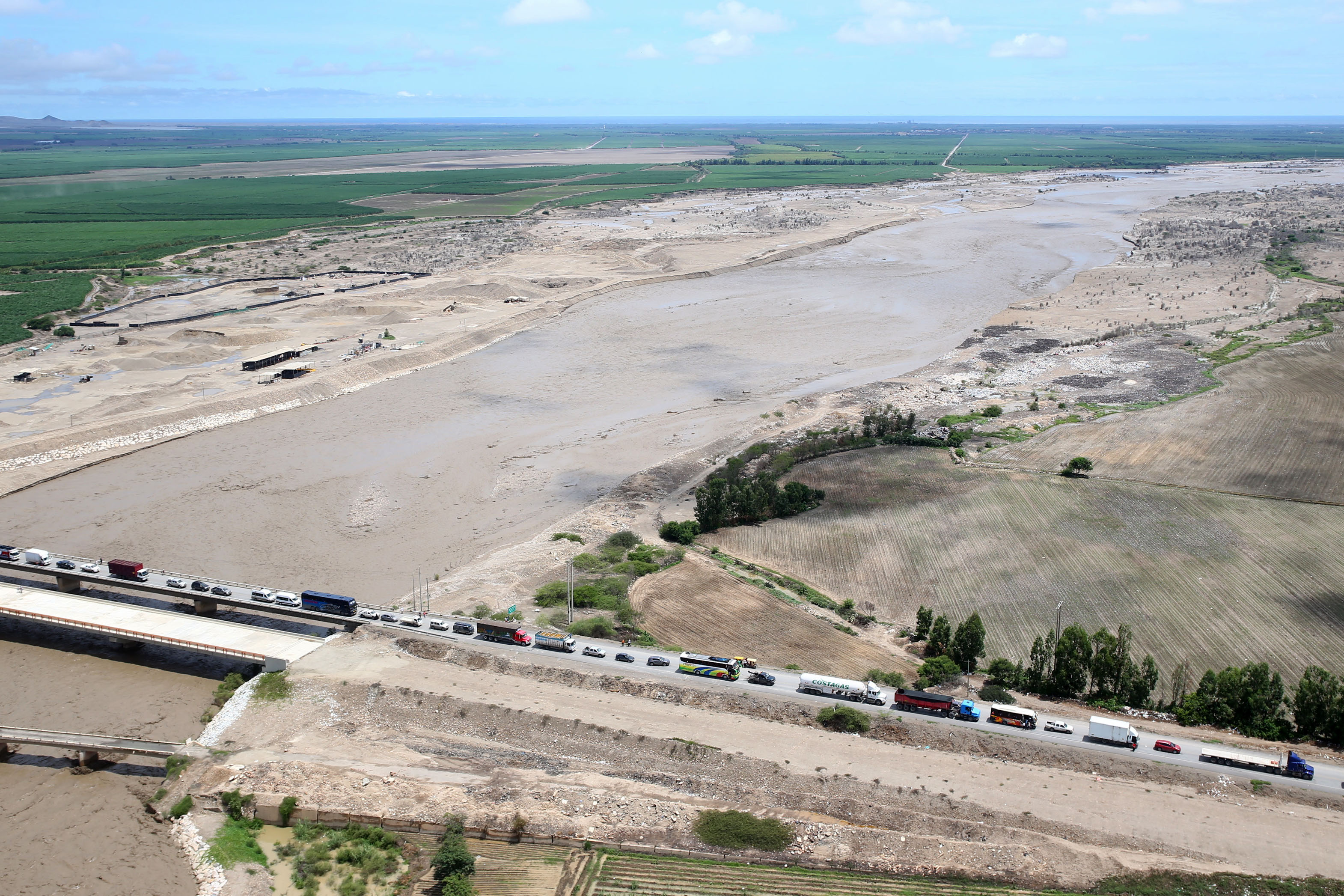
Brücke der Panamericana über den Río Chicama

Der Distrikt Chicama liegt in der Provinz Ascope in der Region La Libertad in Nordwest-Peru.
Der Distrikt existiert seit dem 2. Januar 1857. Der 895,45 km² große Distrikt hatte beim Zensus 2017 15.267 Einwohner. Im Jahr 1993 lag die Einwohnerzahl bei 14.176, im Jahr 2007 bei 15.056. Verwaltungssitz ist die 125 m hoch gelegene Stadt Chicama. Daneben gibt es noch die Kleinstädte Sausal und Chiclín. Der Fluss Río Chicama fließt entlang der nördlichen Distriktgrenze nach Westen. Im Tiefland wird bewässerte Landwirtschaft betrieben. An den Hängen der im Distriktgebiet bis zu 2200 m hohen peruanischen Westkordillere sowie im Süden des Distrikts herrscht Wüstenvegetation. Die Nationalstraße 1N (Panamericana) führt von Trujillo kommend an Chicama und Chiclín vorbei nach Norden.

## Geographische Lage
Der Distrikt Chicama liegt im Südosten der Provinz Ascope an der Westflanke der peruanischen Westkordillere. Der Distrikt Chicama grenzt im Norden an die Distrikte Chocope, Casa Grande und Ascope, im Nordosten an den Distrikt San Benito (Provinz Contumazá) sowie den Distrikt Cascas (Provinz Gran Chimú), im Osten an die Distrikte Marmot (ebenfalls Provinz Gran Chimú),  Sinsicap (Provinz Otuzco) und Simbal (Provinz Trujillo), im Süden an den Distrikt Huanchaco (ebenfalls Provinz Trujillo) sowie im Westen an den Distrikt Santiago de Cao.